# Pedro Luís Pereira de Sousa

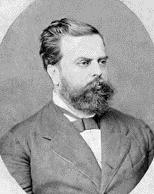
Pedro Luís Pereira de Sousa

Pedro Luís Pereira de Sousa (* 13. Dezember 1839 in Araruama; † 16. Juli 1884 in Bananal) war ein brasilianischer Anwalt, Politiker, Redner, Journalist und Dichter, der zu den Kondoristen gezählt wird. Politisch bekleidete er mehrere Ministerämter und war Präsident der Provinz Bahia.

## Leben
Der auch nur als Pedro Luís bekannte Sousa wurde in Araruama in der Provinz Rio de Janeiro des Kaiserreichs Brasilien als Sohn von Luis Pereira de Sousa und Carlota Viterbo de Sousa geboren. Schulbildung erhielt er im Colégio de São Vicente de Paulo in Nova Friburgo, wo er die Bekanntschaft mit Casimiro de Abreu machte, der später als „Dichter der Sklaven“ bekannt wurde. Er studierte Rechtswissenschaft an der Faculdade de Direito do Largo de São Francisco und graduierte 1860, worauf er sich in Rio de Janeiro als Anwalt niederließ.

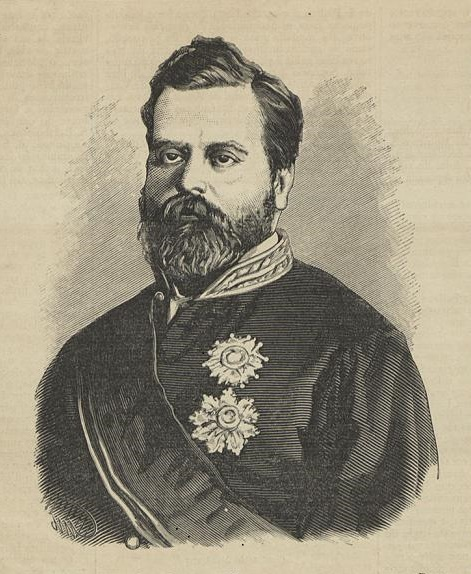
Pedro Luís Pereira de Sousa.

Er hatte sich der neben den Konservativen zweiten Partei Partido Liberal angeschlossen. Zwischen 1864 und 1866 sowie 1878 und 1881 war er Abgeordneter im Kaiserreich in zwei Legislaturperioden, wo er sich als Redner einen Namen machte. Sousa wurde unter Kaiser Peter II. zunächst Außenminister, dann Verkehrs- und Landwirtschaftsminister bis 1881. 1882 wurde er zum ersten Mal zum Präsidenten (Gouverneur) der Provinz Bahia ernannt und erneut innerhalb des Jahres 1882 bis 1884. Er strebte noch einen Sitz im Senat an, verstarb aber 44-jährig.
Er wurde mit dem Orden der Rose (Großdignitar) ausgezeichnet und hatte 1880 den Titel Reichsrat (conselheiro do Império) verliehen bekommen. 
Posthum wurde er Namenspatron für den Stuhl 31 der Academia Brasileira de Letras (ABL) in Ehrung seines dichterischen Werkes. Zusammen mit Tobias Barreto, dem Begründer des Condorismo, Castro Alves und Joaquim de Sousa Andrade gehörte er dieser dritten Phase der brasilianischen literarischen Romantik an. José Veríssimo bemerkte zu ihm (hier verkürzt): „Er hinterließ ein halbes Dutzend Gedichte, die besten im epischen Ton (‚Os voluntários da morte‘, ‚Terribilis Dea‘), die ganz Brasilien kannte, rezitierte und bewunderte.“ Er führt fort mit „… es ist nicht genug, um ihm einen Platz erster Klasse in unserer Poesie zu sichern“.

## Werke
- Terribilis Dea. 1860 (Lyrik).
- Os voluntários da morte. 1864 (Polen gewidmetes episches Gedicht).
- A sombra de Tiradentes e Nunes Machado. 1866 (Lyrik).
- Prisca Fides. 1876 (Lyrik).

Posthum erschienen noch
- Poesias. 1897.
- Dispersos. 1934, herausgegeben von der Academia Brasileira de Letras.

In das Deutsche ist keines seiner Werke übersetzt.